# 阿爾吉爾達斯·朱利安·格雷馬斯
阿爾吉爾達斯·朱利安·格雷馬斯（法語：Algirdas Julien Greimas，1917年3月9日—1992年2月27日），立陶宛語言科學家。格雷馬斯長期旅居法國，其重要著作亦多於法國完成。格雷馬斯最著名的哲學成就是提出「符號矩陣」（又稱為格雷馬斯矩陣），與罗兰·巴特都被視為是當代最傑出的法國符號學家。在結構語言學領域中，他提出了「指稱」（signification）以及plastic semiotics的概念，也為符號學中的巴黎學派奠下了基礎。除了符號矩陣之外，格雷馬斯還提出了許多其他符號學上的重要理論，例如同相符素、行動素模型、敘述性計畫（narrative program），以及自然世界符號學（semiotics of the natural world）。他對於立陶宛神话以及原始印歐宗教的研究對於文學語意評論具有重要影響。

## 生平

### 早年生平
格雷馬斯的父母為立陶宛人，在第一次世界大戰爆發時，父母逃到了俄羅斯帝國的圖拉，並在此地生下格雷馬斯，並於1918年6月舉家返回立陶宛。格雷馬斯出生時的教名為「阿爾吉爾達斯·朱利葉斯·格雷馬斯」（Algirdas Julius Greimas），後來他在定居法國時，將中間名「朱利葉斯」（Julius）法文化，改名「朱利安」（Julien）。
格雷馬斯的母語是立陶宛語，在中學預校期間學習了德語和法語，這使他得以在高中期間，就有能力閱讀尼采和叔本華的著作。父母在其中學期間屢次搬家，因此格雷馬斯也數度轉學。1934年，格雷馬斯自馬里揚泊列萊今斯鳩喬納斯高中畢業，進入考那斯維陶塔斯馬格努斯大學修讀法學。之後前往法國格勒诺布尔-阿尔卑斯大学學習語言學，並在1939年6月以一篇研究普罗旺斯方言的論文順利取得文學士學位。他原先希望繼續鑽研中世紀語言學。然而隨著戰爭爆發，格雷馬斯於1939年7月受立陶宛政府徵召，入讀考那斯軍事學校，任步兵預官。
蘇聯建立「人民政府」的主張，對格雷馬斯來說具有吸引力，甚至在1940年7月發表演講呼籲立陶宛人投票給支持與蘇聯合併的候選人。他聽從了朋友亞歷克西斯·丘金的建議，在每次演講的最後都會提到史達林，並為自己鼓掌。同年8月，立陶宛正式併入蘇聯。10月，格雷馬斯自軍校畢業，以中尉銜編入後備役。之後於希奧利艾的高中教導法國文學及立陶宛文學。
格雷馬斯後來與希奧利艾的社會主義詩人哈尼亞·盧考斯凱特（Hania (Ona) Lukauskaitė）相戀，這是格雷馬斯第一段正式的戀情。哈尼亞是知名律師的女兒，比格雷馬斯大了10歲，曾經結過一次婚，且當時有兩個孩子。哈里亞是一個相當活躍的政治運動家，在家鄉希奧利艾成立私人圖書館，致力於文化建設，在納粹占領其間則投身反納粹運動。格雷馬斯因為這段戀情，閱讀了馬克思的相關著作，其思想也一度傾向社會革命黨的理念。兩人最後在戰爭期間分手，哈尼亞後來與喬納斯·諾雷卡後來又投身反蘇運動，後來被蘇聯流放沃尔库塔長達十年。刑期結束後又成立了立陶宛赫爾辛基人權委員會，是五位創始成員之一。格雷馬斯始終對這位勇敢的初戀情人懷有敬意，在哈尼亞的悼詞中給與極高的評價。
1941年3月，格雷馬斯在好友兼同事弗拉達斯·保扎（Vladas Pauža）的推薦下，加入了立陶宛激進陣線，但聲稱只是口頭答應，但並沒有實際參與活動。這個組織的宗旨是希望在納粹入侵立陶宛時，伺機尋求獨立並將立陶宛境內所有猶太人驅逐出境。6月蘇聯居留了他的雙親，並將其父流放到西伯利亞，並於隔年死於該地。母親則遭流放到阿尔泰。在歷經這些事件之後，格雷馬斯開始為遭到居留的立陶宛人民寫詩。也在這個時候終身反共，但同時也仍終身服膺馬克思思想、左翼思想，以及自由思想。
1941年6月26日，納粹德國入侵希奧利艾，隔天格雷馬斯與其他游擊隊員被編入納粹軍的一個排。他曾奉德軍司令官的命令，把100名猶太人派去清掃街道。這個經驗讓他感到不快，並在隔天離開軍隊。儘管如此，格雷馬斯離營後仍然執行反猶行動，他成了反猶刊物《祖國》（Tėvynė）周刊的編輯，該期刊的編輯正是之前邀請格雷馬斯加入激進陣線的弗拉達斯·保扎，而保扎則是猶太種族滅絕的支持者，據傳格雷馬斯在當中發表過一些支持種族清洗的言論。
1942年，格雷馬斯加入地下組織立陶宛自由戰士聯盟。該組織前身反猶的立陶宛民族主義黨，在納粹完成對立陶宛猶太人的種族清洗之後，便轉而於1941年12月查禁該政黨，因此該黨便轉往地下發展。在這段期間結交了許多具自由思想的終身摯友，如布羅尼斯·萊拉, 斯塔西斯·塞曼塔斯、尤爾吉斯·瓦留利斯等等。

### 移居法國
1945年4月，與女友安娜·巴格多奈特-馬丁基恩（Ona (Anna) Bagdonaitė-Martinkienė）一起移居巴黎。同年10月進入巴黎索邦大學進修，主修辭書學，師從查爾斯·布魯諾。1949年取得博士學位，博士論文主要研究時尚詞彙，而後該主題又為罗兰·巴特所推廣。1948年與女友安娜結婚，並歸化法國籍。
1949年12月至1958年6月間，格雷馬斯到埃及亞歷山大大學擔任法語學副教授，開啟他的教職生涯。他在這裡與幾位歐洲人文社會學者每周會進行討論會，當中包含哲學家、歷史學家，以及社會科學家。此前他也結識了罗兰·巴特，並在此後維持長達15年的密切交流。1959年他前往土耳其伊斯坦堡和安卡拉的大學任教，之後到法國普瓦捷教書。1965年成為巴黎社会科学高等学院（EHESS）教授，此後於巴黎任教長達25年，並參與了國際符號學研究協會的創建，並擔任秘書長。
1992年於巴黎辭世，死後歸葬立陶宛的考那斯彼得拉休奈公墓。

## 成就及理論

### 早年

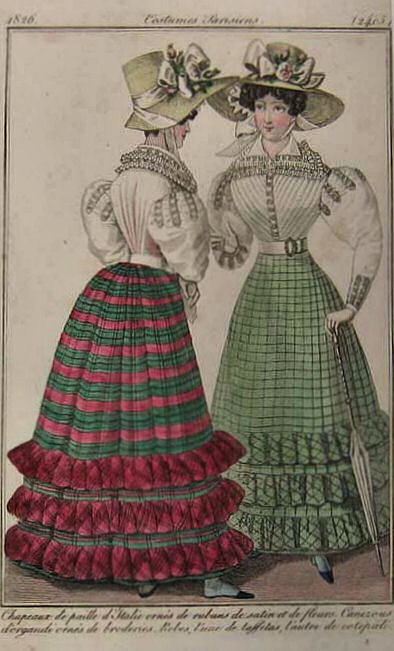
格雷馬斯的博士論文探討了巴黎人的時尚語彙。

1943年，格雷馬斯在他所協助創辦的學雜誌《鐘》（Varpai）上，刊登了一篇標題名為《塞凡提斯和他的唐吉訶德》（Cervantes ir jo don Kichotas）的論文，這是他所發表的第一篇論文。這篇論文的發表年代，正好是立陶宛在兩大強權輪番侵略的時代。表面上，這篇論文主要是探討第一篇立陶宛文版的唐吉訶德譯本，但實際上論文將立陶宛的處境投射到唐吉訶德角色當中，並在當中讚揚了唐吉訶德的抵抗思想，那種即使註定失敗，仍舊捍衛尊嚴的抵抗思想。而真正影響他後續研究生涯的第一篇論文則是他的博士論文《1830年的時尚－論當代時尚雜誌中的服裝詞彙》（La Mode en 1830. Essai de description du vocabulaire vestimentaire d' après les journaux de modes de l'époque）。雖然不久後，格雷馬斯便因意識到以單詞作為研究及分類單位的侷限性，而離開了辭書學研究的行列，但格雷馬斯並未完全放棄辭書學帶給他的訓練，終其一生共出版了3本辭典。在亞歷山大港期間，朋友圈的交流拓展了他的視野，也充分影響了他早年的研究主題。在這段期間，他研讀了許多學者的研究。這期間對他造成影響的學者包含結構語言學開山祖師索緒爾及其追隨者路易·葉爾姆斯列夫的研究、比教神話學開創者喬治·杜梅吉爾、結構人類學者李維史陀、俄國童話專家弗拉基米尔·雅可夫列维奇·普罗普、戲劇美學家艾蒂安·蘇里奧、現象學家胡塞爾及梅洛龐蒂、精神分析學家加斯東·巴舍拉、小說家暨美術史學家安德烈·馬爾羅等等。

### 話語符號學

符號矩陣

1960年代開始，格雷馬斯開創了話語符號學（discourse semiotics）的分析方法，並在後續的三十年不斷進化革新。在此之前，結構語言學的研究主要聚焦於中世紀音位及語素的研究。音位表示的是區別意義的最小聲音單位；語素表示的是最小的語法單位，可以由不同音位所構成；語素又可以結合成語句（sentence），而語句則是當時能分析的最大單位。格雷馬斯希望能突破此一限制，因此著手話語分析的研究。
格雷馬斯提出了「語意集」（semantic universe）的概念，為一個涵蓋民族語言群內的文化價值體系所有「意義」（meaning）的集合。由於自然語言的語意集實在太過於龐大，因此格雷馬斯引入了「微觀語意集」（semantic micro-universe）及「論域」（discourse universe）的概念，而概念在現實中會透過文本及言論的方式實現。為了處理指稱（signification）中所遇到的問題以及語義的產生，格雷馬斯以「轉化」（transposition）的技巧，將文本轉化為元語言（metalanguage）來完成。
在敘事學的流程描述以及「敘事性」（narrativity）一詞的概念也是建基於格雷馬斯的話語符號學。他一開始假設意義惟有經過闡釋（articulated）或敘事化（narrativized）才具有可理解性（apprehensible）。但他認為敘事結構可以自其他系統中為人所感知，未必須要依賴自然語言，因此他假設語義的表現上，具有「表面」和「深層」兩個層次，並形成一個共同的主軸，「敘事性」即是在此主軸上，在表現之前被定位和組織。因此，一種現象的指稱並不取決於它的表現方式，而是直接源自它的深層意義，不必透過語言和非語言等表現形式。
格雷馬斯的符號學具有生成性（generative）和轉化性（transformational），共經歷了三個階段的發展。在第一階段，他提出了行動符號學（sémiotique de l'action）的構想，使主體在遵循規範性敘事模式（canonical narrative schema）的情形下，根據他們對客體的追求來進行定義。規範性敘事模式依序由「指令」（mandate），「行動」（action）和「評價」（evaluation）這三個連續的步驟所組成。在此階段，他構建了一種敘事語法並制定了一種敘事程序的語法，主體與客體在此一系統內進行價值的結合或分離。在第二階段，他建構了認知符號學（sémiotique cognitive），主體必須能夠透過模態語法來解釋其存在和表現。認知符號學後來開啟了第三階段「情感符號學」（Sémiotique des passions），使學者得以探討主體在不同的情感及知識水平下，如何對於同一客體進行截然不同的描述。

### 神話研究
格雷馬斯後來開始研究及重建立陶宛神話。他的研究建基於普罗普、 喬治·杜梅吉爾、李維史陀、馬歇爾·黛蒂安的方法論上。他將研究結果發表於1979年的《人神之間：立陶宛神話研究》（Apie dievus ir žmones: lietuvių mitologijos studijos ），以及1990年《尋找民族的記憶》（Tautos atminties beieškant）的文章中，此外格雷馬斯也有以原始印歐信仰為主題的研究。

## 家庭
格雷馬斯父親朱利葉斯·格雷馬斯（Julius Greimas，1882年–1942年）生長於蘇瓦爾基亞的柳德維納瓦斯（Liudvinavas，今屬立陶宛），是一位學校教師，並曾任督學。母親康斯坦西婭·格雷米恩（Konstancija Greimienė，1886年–1956年）來自卡爾瓦里亞，是一位秘書。
1934年父親當選普列奈市長，一直連任到1940年蘇聯占領為止。夫妻倆人於1941年遭到武力拘留，並流放至不同的勞改營。朱利葉斯被送到西伯利亞的克拉斯諾亞爾斯克，並於隔年死於該地。母親於1954年回到立陶宛，父親的墓地則不知位於何處，僅存一紀念塚。
元配安娜·巴格多奈特-馬丁基恩（Ona (Anna) Bagdonaitė-Martinkienė）在與格雷馬斯結婚前育有一女。1982年8月安娜逝世後，格雷馬斯於1984年與特蕾莎·瑪麗·基恩（Teresa Mary Keane）訂婚。

## 外部連結
- Greimas's biography and semiotic theories （页面存档备份，存于）. Signo. (in English and in French)
- Broden, Thomas F. . Texto!. July 1998  [19 May 2008]. ISSN 1773-0120. （原始内容存档于31 May 2008）.
- de Geest, Dirk. . Image & Narrative. January 2003, 5  [2021-06-28]. ISSN 1780-678X. （原始内容存档于2013-04-23）.
- Andrius Grigorjevas, Remo Gramigna, Silvi Salupere 2017. Special issue: A. J. Greimas – a life in semiotics （页面存档备份，存于）. Sign Systems Studies（英语：Sign Systems Studies） 45(1/2).